# Back in Your Life
Back in Your Life je třetí studiové album americké skupiny Jonathan Richman & the Modern Lovers. Vydáno bylo v roce 1979 společností Beserkley Records a jeho producenty byli Glen Kolotkin, Kenny Laguna a Matthew King Kaufman. Původně vyšlo na dlouhohrající gramofonové desce, později rovněž na audiokazetě a kompaktním disku.

## Seznam skladeb
| Pořadí | Název                                         | Délka |
| ------ | --------------------------------------------- | ----- |
| 1.     | Abdul and Cleopatra                           | 3:18  |
| 2.     | (She's Gonna) Respect Me                      | 2:49  |
| 3.     | Lover Please                                  | 1:58  |
| 4.     | Affection                                     | 4:06  |
| 5.     | Buzz Buzz Buzz                                | 1:58  |
| 6.     | Back in Your Life                             | 2:14  |
| 7.     | Party in the Woods Tonight                    | 3:01  |
| 8.     | My Love Is a Flower (Just Beginning to Bloom) | 2:20  |
| 9.     | I'm Nature's Mosquito                         | 2:45  |
| 10.    | Emaline                                       | 2:07  |
| 11.    | Lydia                                         | 3:11  |
| 12.    | I Hear You Calling Me                         | 2:52  |

## Obsazení
- Jonathan Richman – zpěv, kytara
- Leroy Radcliffe – kytara, zpěv
- Andy Paley – kytara, doprovodné vokály
- Kenny Laguna – zvonkohra, doprovodné vokály
- D. Sharpe – bicí, perkuse, zpěv
- Asa Brebner – basa, zpěv
- Donald Gladstone – basa
- Peter Skip Duelks – doprovodné vokály
- Steve Tracey – doprovodné vokály